# 프로이토스
프로이토스(Proetus)는 그리스 신화에 나오는 티린스의 왕이다. 아르고스 왕 아바스와 아글라이아의 아들로서 쌍둥이 형제 아크리시오스와는 어머니의 태 속에 들어 있을 때부터 다퉜다고 한다. 아바스는 두 아들에게 왕국을 함께 다스리라는 유언을 남겼으나 두 사람은 왕권을 독차지하려고 싸웠다. 아크리시오스는 프로이토스가 자신의 딸 다나에를 유괴하려 했다는 누명을 씌워 왕국에서 쫓아냈다. 리키아로 간 프로이토스는 이오바테스 왕의 딸 스테네보이아와 결혼하고는 이오바테스로부터 군사를 얻어 아르고스를 공격하였다. 어느 쪽도 승리를 거두지 못하자 두 사람은 아르고스를 둘로 나누었고 프로이토스는 아르고스 북부 지역을 차지하여 이름을 티린스라 붙였다. 이들이 전쟁을 벌이는 동안에 방패가 발명되었다고 한다. 티린스를 다스릴 때 코린토스의 왕자 벨레로폰이 실수로 시민을 죽인 죄를 씻기 위하여 이곳에 몸을 맡겼다. 스테네보이아는 젊고 잘생긴 벨레로폰에게 반하여 유혹하였으나 거절당하자 앙심을 품고 오히려 벨레로폰이 자신을 유혹하였다고 모함하였다. 이에 프로이토스는 벨레로폰에게 편지를 주면서 장인 이오바테스에게 보냈는데, 거기에는 이 편지를 가지고 온 사람을 죽이라는 내용이 적혀 있었다. 이 일이 계기가 되어 벨레로폰은 괴물 키마이라를 죽이는 모험을 하게 된다. 프로이토스는 이피노에와 리시페, 이피아나사라는 세 딸과 메가펜테스라는 아들을 두었는데, 세 딸은 술의 신 디오니소스 축제에 참가하기를 거부한 벌로 미치광이가 되었다. 프로이토스는 예언자 멜람푸스에게 딸들의 광기를 고쳐달라고 부탁하였으나, 멜람푸스가 대가로 왕국의 3분의 1을 요구하자 거절하였다. 그러나 시간이 갈수록 티린스의 많은 여인들이 똑같이 미치광이가 되자 다시 멜람포스에게 치료를 부탁하였는데, 이번에는 자신의 형 비아스에게도 왕국의 3분의 1을 나누어 줄 것을 조건으로 내세웠다. 프로이토스가 수락하자 여인들의 광기가 치료되었으나, 이피노에만은 목숨을 잃었다고 한다. 뒤에 멜람푸스는 리시페와 결혼하고 비아스는 이피아나사와 결혼하였다.